# الثمودية ب
الثمودية ب هي تسمية جامعة لعدد كبير من النقوش المكتشفة في شمال غرب الجزيرة العربية مع براهين لوجود اقدم نقش للثمودية ب في منطقة معان في جنوب الأردن مع احتمالية وجودها ايضاً في سوريا ومصر واليمن، ذُكر في إحدى النقوش الثمودية ب ملك بابل، مما يشير إلى إن الخط كان مستعملاً قبل سقوط المملكة البابلية في منتصف القرن السادس قبل الميلاد.

## الحقبة الزمنية
وفقاً لبعض الكتابات والنقوش الصخرية المكتوبة بهذا الخط، تتراوح تواريخ كتابة هذه المجموعة من النقوش بين القرن الثامن والأول قبل الميلاد.

## المحتوى
معظم النقوش الثمودية (ب) تحتوي على أدعية موجهة للآلهة الوثنية التي عبدوها كتّاب هذه النقوش قبل الميلاد، مثل رضو، نُهي، عشتار السماء، كهل، وبشكلٍ أقل اللات، أما ثاني مجموعةٍ من هذه النقوش فهي تشتمل على رسومات حيوانية إلى جانبها نقوش لإثبات ملكية الحيوانات المرسومة، وتكتب بهذه الصيغة عادةً بصيغة «لـجمعس هـ جمل» أي لجمعس هذا الجمل، و «لسرح هـ وعل» أي لسرح (شخص) هذا الوعل، وصيغ الأدعية تكون على النحو التالي «هـ رضو سعد أدب أل عل ودده» أي يا (الإله) رضو ساعد أدب إيل (شخص) على تحقيق ودّه أو رغبته، ذكرت اسماء العديد من كتّاب هذه النقوش في المناطق التي عاشوا بها مثل (عون، أجا، جبر إيل، أدب إيل، قيدار، عاتكة)، كما ذكرت اسماء مجموعة من الحيوانات مثل (الجمل، الناقة، اللبوة، الوعل، الفرس، النعامة)، وذكرت مفردات أخرى مثل (المركبة، المصدة)، عبد كتّاب هذه  النقوش الآلهة التالية: رضو، نُهي، عثتر سمين، كهل، اللات.

## مواقع النقوش الثمودية ب
تتركز معظم النقوش (الثمودية ب) والرسومات المرتبطة بها في المنطقة الواقعة بين حائل وتيماء ومدائن صالح بالمملكة العربية السعودية، ونادراً ما يُعثر عليها خارج هذه المنطقة.

## المميزات
1. المقطع الصرفي اللاحق الاقتران في البادئة في أول الكلمة هو -ت ، كما هو الحال في اللغة العربية واللغة السامية في الشمال الغربي ، بدلاً عن - ك في العربية الجنوبية القديمة والآمهرية.
2. إحدى حروف الجر هو «نم» والذي يبدو أنه شكل مشابه لحروف جر اللغة التيمائية «لم» (وهي ما يعني لام الجر وميم زائدة).
3. الحرف الساكن / ن / غالبًا مايجعل الأحرف المنتقلة متشابهه ، ʔṯt من وقت سابق * ṯVnṯat و ʔt من وقت سابق * [ʔanta].
4. صيغة الأمر غالبا ما تضاف لتعزيز وتنشيط الضمائر الاحقة . [4]